# Franqueville (Somme)
Franqueville település Franciaországban, Somme megyében. Lakosainak száma 158 fő (2022. január 1.). Franqueville Domart-en-Ponthieu, Domqueur, Fransu, Gorenflos és Ribeaucourt községekkel határos.

## Népesség
A település népességének változása:
| Lakosok száma | 172  | 180  | 182  | 177  | 172  | 167  | 164  | 161  | 158  |
|               | 2013 | 2015 | 2016 | 2017 | 2018 | 2019 | 2020 | 2021 | 2022 |